# Андерсон, Владимир Максимилианович
Владимир Максимилианович Андерсон (22 июля 1880, Рига, Лифляндская губерния, Российская империя — 1931, Опарино, Нижегородский край, РСФСР, СССР) — российский и советский библиограф и историк.

## Биография
Родился 22 июля 1880 года в Риге. В 1899 году поступил на философский факультет Гейдельбергского университета, который окончил в 1901 году. В 1902 году переехал в Петербург и поступил на работу в Публичную библиотеку, где первоначально работал вольнотрудящимся при читальном зале, спустя 10 лет — помощником библиотекаря.
Разработал новую схему систематического каталога книг на русском языке и совместно с В. И. Саитовым стал его наполнять. С 1910 по 1918 год систематический каталог Андерсона-Саитова стал внедряться во многих публичных библиотеках Российской империи.
В 1918 году назначен на должность правительственного комиссара Публичной библиотеки. В 1924 и 1929 годах был назначен на должности заместителя директора и заведующего русским отделением. 1 декабря 1929 года был репрессирован и сослан на три года в Сибирь.
Скончался в 1931 году в поезде во время пересылки в Нижегородский край.
Реабилитирован 30 июня 1965 года.

## Научные работы
Основные научные работы посвящены библиотековедению.
- Сотрудничал в журнале «Русский библиофил», где публиковал статьи и библиографические обзоры
- Уделял огромное влияние библиотечной и литературной работе, а также библиографии.